# Javi Martínez
Javier „Javi“ Martínez Aginaga [ˈxaβi marˈtineθ aɣiˈnaɣa] (* 2. September 1988 in Ayegui) ist ein spanischer Fußballspieler. 2010 wurde er mit seiner Nationalmannschaft Weltmeister in Südafrika. Nach sechs Jahren bei Athletic Bilbao spielte er von 2012 bis 2021 beim FC Bayern München, mit dem er 2013 und 2020 jeweils das Triple gewann. Der sowohl im defensiven Mittelfeld als auch in der Innenverteidigung einsetzbare Martínez ist seit Sommer 2021 bei Qatar SC aktiv.

## Karriere

### Vereine

#### Athletic Bilbao
Athletic Bilbao nahm den damals 17-Jährigen vom Ligakonkurrenten CA Osasuna im Sommer 2006 für sechs Millionen Euro unter Vertrag, obwohl er zuvor kein Erstligaspiel bestritten hatte. In der Primera División debütierte er am 27. August 2006 (1. Spieltag) beim 1:1-Unentschieden im Heimspiel gegen Real Sociedad. Bei Athletic wurde er in seiner ersten Saison auf Anhieb unumstrittener Stammspieler und bestritt 35 Ligaspiele, davon 32 in der Startelf. Er erzielte in der Saison 2006/07 drei Tore, darunter ein „Doppelpack“ beim 2:0-Sieg im Auswärtsspiel gegen Deportivo La Coruña.
Auch in den folgenden beiden Spielzeiten, 2007/08 und 2008/09, war er bei den Basken im zentralen Mittelfeld gesetzt und erreichte 2009 das Finale um den Königspokal. Obwohl er mit Athletic Bilbao dem FC Barcelona mit 1:4 unterlag, qualifizierte sich der Verein über die 3. Qualifikationsrunde und die Play-offs für die Gruppenphase der Europa League 2009/10.
Vor Saisonbeginn 2009/10 war er als Ersatz für den zu Real Madrid abgewanderten Xabi Alonso beim FC Liverpool im Gespräch. Letztlich blieb er aber in Bilbao und erzielte in der Saison 2009/10 seinen Karrierebestwert von sechs Ligatoren in 34 Spielen. In der Europa League überstand er mit Athletic die Gruppenphase, schied dann aber im Sechzehntelfinale gegen den RSC Anderlecht aus. Nur knapp verpasste er mit Bilbao in jener Saison den erneuten Einzug in die Europa League. Noch sechs Spieltage vor Schluss hatte man auf einem Tabellenplatz gestanden, der zur Teilnahme berechtigt hätte.
2011/12 erreichte Martínez mit seiner Mannschaft das Europa-League-Finale, musste sich dort jedoch Ligakonkurrent Atlético Madrid geschlagen geben. Wenige Wochen danach ging auch das Finale um den Königspokal mit 0:3 gegen den FC Barcelona verloren.

#### FC Bayern München

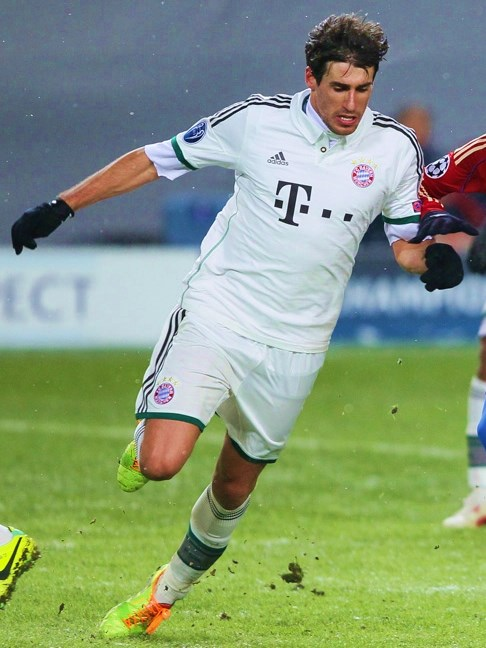
Im Trikot des FC Bayern München (2013)

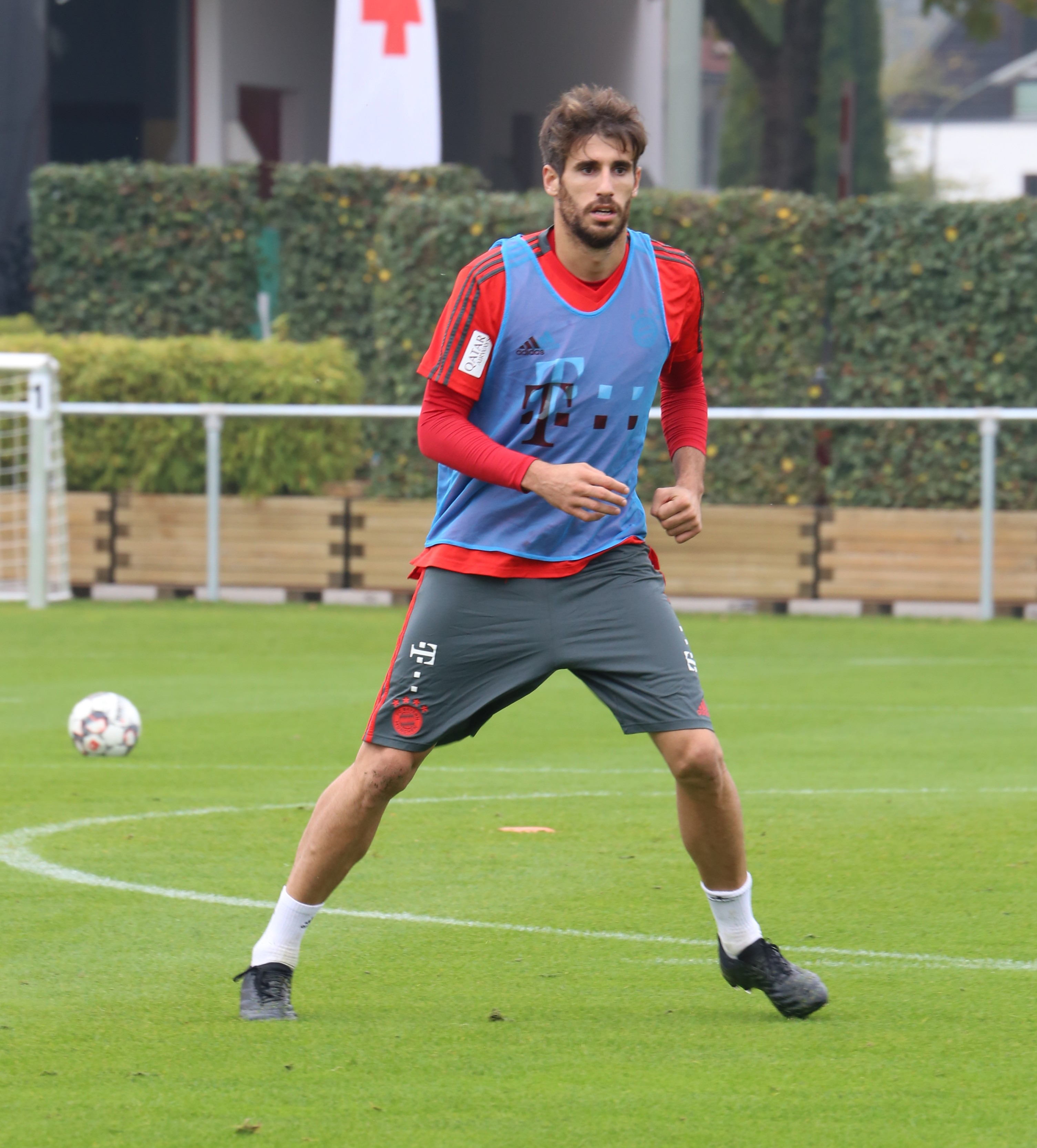
Während einer Trainingseinheit (2018)

Ende August 2012 wechselte Martínez zum FC Bayern München, der eine Ausstiegsklausel in Martínez’ Vertrag nutzte und die festgeschriebenen 40 Millionen Euro Ablöse überwies. Damit tätigte der Verein den bis dahin teuersten Transfer der Bundesliga und band Martínez für zunächst fünf Spielzeiten an sich. Am 2. September 2012 (2. Spieltag) debütierte er beim 6:1-Sieg über den VfB Stuttgart, als er in der 77. Minute für Bastian Schweinsteiger eingewechselt wurde. Sein Debüt in der Champions League folgte am 19. September gegen den FC Valencia, was gleichzeitig sein Startelf-Debüt bedeutete. Sein erstes Bundesligator erzielte er am 24. November 2012 beim 5:0-Sieg im Heimspiel gegen Hannover 96 mit dem Treffer zum 1:0 mit einem Fallrückzieher in der 3. Minute. Martínez erlebte eine titelträchtige erste Saison: Am 6. April 2013 (28. Spieltag) stand der FC Bayern München mit ihm vorzeitig als Deutscher Meister fest, am 25. Mai 2013 gewann er mit den Bayern die Champions League und am 1. Juni 2013 den DFB-Pokal in Berlin. Mit diesen drei Titeln gewann er mit den Münchnern erstmals das Triple. Am 30. August 2013 gewann er mit dem FC Bayern den UEFA Super Cup gegen den FC Chelsea im Elfmeterschießen, das er durch seinen Treffer zum 2:2 in der Nachspielzeit der Verlängerung ermöglicht hatte.
Im September 2013 unterzog sich Martínez einer Leistenoperation und fiel für mehrere Wochen aus. Am 21. Dezember 2013 gewann er mit dem FC Bayern das Finale der FIFA-Klub-Weltmeisterschaft 2013 mit 2:0 über Raja Casablanca. Er war damit gleichzeitig Deutscher Meister, DFB-Pokal-Sieger, UEFA-Champions-League-Sieger, UEFA-Super-Cup-Sieger, FIFA-Klub-Weltmeister, Europameister und Weltmeister. In der Saison 2013/14 stand Martínez mit den Bayern am 27. Spieltag rechnerisch als deutscher Meister fest, so früh wie kein Team zuvor in der Bundesliga. Am 17. Mai 2014 sicherte er sich mit dem Gewinn des DFB-Pokals in Berlin das Double. Im Spiel um den DFL-Supercup gegen Borussia Dortmund am 13. August 2014 erlitt Martínez nach einem Zusammenprall mit einem Gegenspieler einen Kreuzbandriss. Er wurde in den USA operiert. Am 22. April 2015 stieg Martínez acht Monate nach seiner Verletzung wieder ins Mannschaftstraining ein. Sein Comeback gab er schließlich am 2. Mai 2015 beim Auswärtsspiel gegen Bayer 04 Leverkusen in der Startelf. Anschließend erlitt er eine Reizung der Patellasehne und fiel erneut aus. Beim 3:0-Auswärtssieg gegen SV Darmstadt 98 am 19. September 2015 kam er erstmals wieder zum Einsatz, als in der 66. Minute für Arturo Vidal eingewechselt wurde. Am 2. Februar 2016 wurde er aufgrund eines Meniskusschadens im Knie erneut operiert. Am 2. April 2016 stand er beim 1:0-Heimsieg gegen Eintracht Frankfurt erstmals seit dem 18. Spieltag wieder im Bundesligakader und gab dabei mit einem Startelf-Einsatz sein Comeback. Am 7. Mai 2016 (33. Spieltag) gewann er in seinem vierten Jahr in München seine vierte deutsche Meisterschaft, mit dem Pokalsieg am 21. Mai 2016 im Finale gegen Borussia Dortmund nach 4:3 i. E. zum dritten Mal das Double. 2017 gewann er mit Bayern zum fünften Mal in Folge die Deutsche Meisterschaft. Am 7. Mai 2017 zog sich Martínez einen Bruch des linken Schlüsselbeins zu. Dieses geschah bei einer privaten Bergwanderung in Spanien. Nach der Deutschen Meisterschaft 2017/18 und dem Doublegewinn von Meisterschaft und Pokal 2019, gewann er 2020 seine achte deutsche Meisterschaft in Folge und mit dem Pokalsieg wurde erneut das Double verteidigt. Mit dem Champions League Sieg 2020 gewann er zum zweiten Mal die UEFA Champions League und holte mit dem FC Bayern zum zweiten Mal nach 2013 das Triple. Am 24. September 2020 sicherte sich der FC Bayern den UEFA-Super-Cup 2020. Wie auch schon 2013 als Martínez durch seinen 2:2-Ausgleichstreffer in der Verlängerung (121. Minute) den Triumph ermöglichte, erzielte er gegen den FC Sevilla in der Verlängerung (104. Minute) mit dem Treffer zum 2:1-Endstand das entscheidende Tor zum Titel. Am 31. Oktober 2020 bestritt Martínez beim 2:1-Auswärtssieg gegen den 1. FC Köln sein 150. Bundesligaspiel. Am 21. November 2020 beim 1:1 in der Bundesliga gegen Werder Bremen lief Martínez zum 250. Mal in einem Pflichtspiel für die Münchner auf.
Am 22. Mai 2021 absolvierte er sein letztes Spiel für Bayern München, als er am letzten Spieltag der Saison beim 5:2-Heimsieg gegen den FC Augsburg in der 61. Spielminute für Jérôme Boateng eingewechselt wurde. Zum Saisonende lief sein Vertrag aus.

#### Qatar SC
Zur Saison 2021/22 wurde er vom katarischen Erstligisten Qatar SC verpflichtet und mit einem bis zum 30. Juni 2023 gültigen Vertrag ausgestattet. Aktuell läuft sein Vertrag bis zum 30. Juni 2025.

### Nationalmannschaft
2007 gewann er mit der spanischen U-19-Auswahl die Europameisterschaft in Österreich.
2009 nahm er mit der U-21-Nationalmannschaft an der Europameisterschaft in Schweden teil, absolvierte zwei Turnierspiele und schied mit seinem Team bereits in der Gruppenphase aus. Zwei Jahre später nahm er in Dänemark erneut an der U-21-Europameisterschaft teil. Er bestritt als Kapitän der Mannschaft alle fünf Turnierspiele, darunter das Endspiel gegen die Auswahl der Schweiz, das mit 2:0 gewonnen werden konnte.
Am 10. Mai 2010 wurde Martínez von Vicente del Bosque für den erweiterten Kader der A-Nationalmannschaft zur Weltmeisterschaft 2010 in Südafrika nominiert und verblieb auch im endgültigen Kader.
Sein A-Länderspiel-Debüt gab er am 29. Mai 2010 in Innsbruck beim 3:2-Sieg im Test-Länderspiel gegen Saudi-Arabien, als er für Xavi in der 75. Minute eingewechselt wurde. Bei der WM kam er zwar nur zu einem 17-minütigem Kurzeinsatz beim 2:1-Erfolg im Gruppenspiel gegen die Auswahl Chiles, konnte jedoch am Ende mit seinen Teamkollegen den ersten Weltmeistertitel seines Landes feiern.
Bei der Europameisterschaft 2012 in der Ukraine und Polen stand Martínez erneut im spanischen Aufgebot. Beim 4:0-Gruppensieg über die Auswahl Irlands wurde er in der 65. Minute für Xabi Alonso eingewechselt und hatte somit auch Anteil am Europameistertitel 2012, den seine Mannschaft um Iker Casillas, Andrés Iniesta und Fernando Torres bereits 2008 gewinnen konnte.
Da er bei der kurz zuvor stattgefundenen Europameisterschaft nur einen Kurzeinsatz hatte, wurde Martínez als einer der drei erlaubten Ü-23-Spieler im Kader der Olympiaauswahlmannschaft für das olympische Fußballturnier 2012 in London berufen, der hauptsächlich aus jüngeren Nicht-EM-Teilnehmern bestand. Überraschend schied Spanien nach zwei Niederlagen gegen Japan und Honduras und einem torlosen Remis gegen Marokko bereits nach der Vorrunde aus.
Auch beim Confed-Cup 2013 stand Martínez im Kader von „La Roja“, für die er in drei Begegnungen eingesetzt wurde, darunter der 10:0-Rekordsieg gegen Tahiti und das Halbfinale gegen Italien. Im Endspiel gegen die gastgebenden Brasilianer kam er gegen seine FCB-Mannschaftskollegen Luiz Gustavo und Dante jedoch nicht zum Einsatz und konnte die 0:3-Niederlage nicht verhindern. Bei der Fußball-Weltmeisterschaft 2014 kam Martínez zu einem Einsatz. Für die Fußball-Europameisterschaft 2016 in Frankreich wurde er nicht berücksichtigt.

## Titel und Auszeichnungen

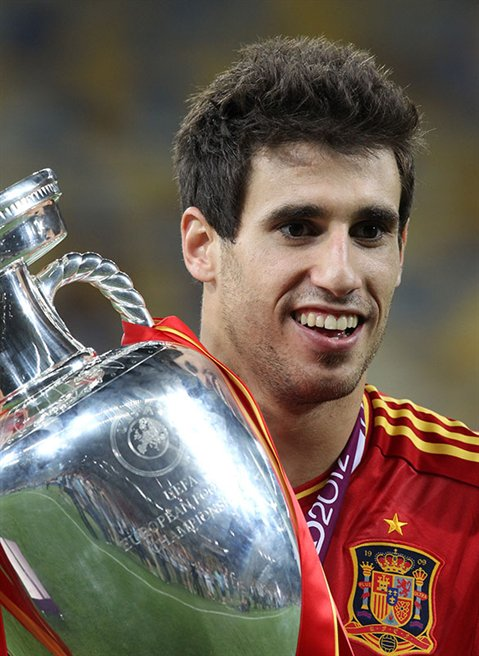
Martínez mit dem gewonnenen EM-Pokal (2012)

### Nationalmannschaft
- Weltmeister: 2010
- Europameister: 2012
- U21-Europameister: 2011
- U19-Europameister: 2007

### Verein
International
- Champions-League-Sieger (2): 2013, 2020
- Klub-Weltmeister: 2013
- UEFA-Super-Cup-Sieger (2): 2013, 2020

Deutschland
- Meister (9): 2013, 2014, 2015, 2016, 2017, 2018, 2019, 2020, 2021
- Pokalsieger (5): 2013, 2014, 2016, 2019, 2020
- Supercupsieger (4): 2016, 2017, 2018, 2020

### Auszeichnungen
- Don Balón Nachwuchsspieler des Jahres: 2010
- Elf des Jahres der Primera División 2012 (Marca)
- Mitglied der VDV 11: 2017/18

## Sonstiges
Bis Februar 2014 war Martínez mit dem drei Jahre jüngeren spanischen Model María Imízcoz García aus Pamplona liiert. Mit seiner Freundin Aline Brum hat er zwei gemeinsame Kinder. Er hat drei Geschwister, Cristina, Álvaro und Mariola. Das Fußballstadion in seinem Geburtsort ist nach ihm benannt.